# 古冠企鵝屬
古冠企鵝屬（學名Palaeeudyptes）是一類已滅絕的大型企鵝，其下已知共有4個物種。牠們差不多比現有的企鵝都要大，最細小的物種也有皇帝企鵝的大小，最大的可以高達1.5米。
古冠企鵝屬下的貢納古冠企鵝及卡氏古冠企鵝都是在南極西摩爾島（Seymour Island）的始新世中或晚期La Meseta組發現；南極古冠企鵝是最先發現的化石企鵝，只在新西蘭卡卡努伊（Kakanui）的漸新世晚期Otekaike灰岩發現一塊不完整的跗蹠骨，後來臨時加入大量其他骨頭。馬普利斯古冠企鵝只有部份的骨骼，主要是腳骨，都是在伯恩赛德（Burnside）的始新世中或晚期的地層發現。馬普利斯古冠企鵝可能演化成較細小的南極古冠企鵝。一些已發現但未確認的標本，很多時是其大小介乎在兩個物種之間。在西摩爾島也有發現一些未確認的物種，但似乎是屬於幼體或是保存度較低。
在近澳洲阿德雷得發現的不完整右脛跗骨及左肱骨都被置入此屬中。
維曼企鵝(學名:Wimanornis)可能是貢納古冠企鵝的異名。